# María (film)
Vous lisez un « bon article » labellisé en 2017.
Pour les articles homonymes, voir Maria.
Pour plus de détails, voir Fiche technique et Distribution.
María est un film colombien, muet et en noir et blanc, réalisé par Máximo Calvo Olmedo et Alfredo del Diestro, sorti en 1922.
Premier long métrage de fiction cinématographique réalisé en Colombie, ce film est une adaptation du roman du même nom de Jorge Isaacs. Il relate l'histoire d'amour entre Efraín, fils d'un riche propriétaire d'hacienda, et sa cousine germaine María. Si la plupart des sources disent que l'initiative de produire María serait due au prêtre franciscain Antonio José Posada, d'autres indiquent que l'idée reviendrait à Alfredo del Diestro. Le tournage, qui débute en octobre 1921, se déroule en partie dans les mêmes lieux que le roman, notamment dans l'hacienda El Paraíso. Ce long métrage est présenté pour la première fois le 20 octobre 1922 à Buga et à Cali.
Ce film est au centre de ce qui est considéré comme la première polémique sur les droits d'auteur dans l'industrie cinématographique colombienne, lorsque la famille Isaacs intente un procès contre Valley Film, la société de production du film, que cette dernière remporte. Cette controverse provoque l'interdiction de projection du film par les autorités locales dans plusieurs villes colombiennes, mais cette affaire juridique sert aussi de publicité additionnelle au film, qui bat des records d'affluence en Colombie.
C'est le seul film colombien de l'époque à être projeté dans les salles nationales durant plusieurs années. Si ce long métrage est un succès au niveau national, il aurait été un échec à l'étranger. L'accueil positif et le succès commercial de María permettent de donner une impulsion à la production cinématographique colombienne, d'autres producteurs étant à l'origine d'une vingtaine de films pendant l'époque du cinéma muet.
Malgré son importance, il ne reste aucune copie du film ; seul un fragment de 25 secondes a pu être préservé, ainsi que quelques dizaines de photographies. Un court métrage documentaire, En busca de María a été réalisé en 1985 par Luis Ospina et Jorge Nieto, avec la volonté de retracer l'histoire du tournage de María.

## Synopsis

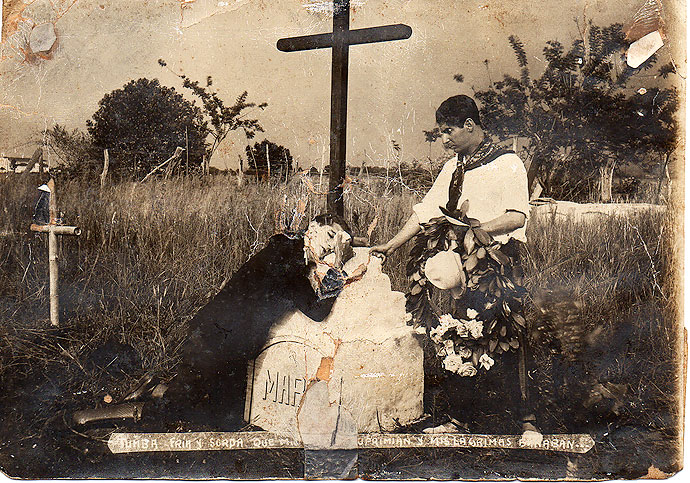
Une scène du film : Efraín pleurant sur la tombe de María.

Ce film est une adaptation du roman du même nom de Jorge Isaacs, qui relate l'histoire d'amour entre Efraín et María. Dans la mesure où il ne reste qu'un fragment de 25 secondes du film, l'adaptation ne peut être suffisamment analysée, mais il est très probable qu'elle ne soit pas très différente de l'œuvre littéraire. En effet, le fait que le roman soit un best-seller, donc familier du public, est censé garantir un certain succès au film à sa sortie.
María relate l'histoire d'amour entre Efraín, fils d'un riche propriétaire d'hacienda dans le Valle del Cauca, qui étudie à Bogota, et sa cousine germaine María. Lors de l'une de ses visites à l'hacienda, le jeune homme fait la connaissance de María et tous deux tombent amoureux. Cependant, Efraín doit partir en Europe pour compléter son éducation. Pendant son absence, María, qui est atteinte d'une maladie grave, meurt après une lente agonie, soupirant toujours d'amour pour Efraín. Lorsque ce dernier revient en Colombie, il ne lui reste plus que la tombe de sa bien-aimée et une immense douleur.

## Fiche technique
- Titre original : María
- Réalisation : Máximo Calvo Olmedo, Alfredo del Diestro[2]
- Scénario : Máximo Calvo Olmedo et Ricardo Nieto, d'après le roman María de Jorge Isaacs
- Photographie et montage : Máximo Calvo Olmedo
- Costumes : Emma Roldán[4],[5]
- Production : Francisco José Posada
  - Producteur délégué : Mario Fernández de Soto[6]
- Société de production : Valley Film
- Pays d'origine :  Colombie
- Format : noir et blanc - muet - 35 mm[2]
- Durée : long métrage (environ 180 minutes)[2], coupé en deux parties[1].
- Genre : fiction[2], drame, romance
- Date de sortie :
  - Colombie : 20 octobre 1922[2]

## Distribution
- Stella López Pomareda[N 1] : María[7]
- Hernando Sinisterra : Efraín[7]
- Margarita López Pomareda : Emma, la sœur d'Efraín[7],[8]
- Juan del Diestro : le père d'Efraín[7]
- Emma Roldán : la mère d'Efraín[7]
- Ernesto Ruiz : Efraín, lorsqu'il est enfant[7]
- Jorge González : José[7]
- Alfredo del Diestro : Salomón et Don Chomo[7]
- Ernesto Salcedo : Braulio[7]
- Francisco Rodríguez : Guao Angel[7]
- Edy Salospi (pseudonyme d'Eduardo Salcedo Ospina[2]) : Carlos[7]

Selon Máximo Calvo, deux autres actrices, dont il ne se rappelle pas le nom, ont également joué dans María : une Italienne, Lucia, dans le rôle de l'épouse de José, et Elvia, originaire de Buga, dans le rôle de Tránsito.

Portraits d'acteurs ayant joué dans le film
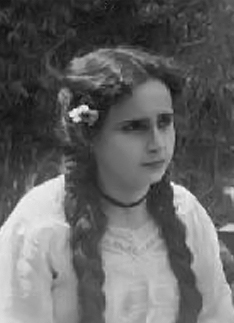
Stella López Pomareda.
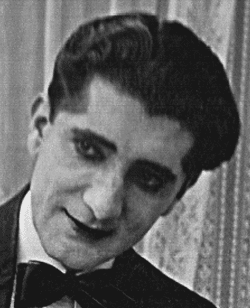
Hernando Sinisterra.
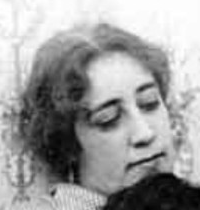
Emma Roldán.
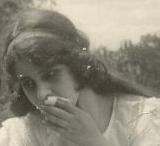
Margarita López Pomareda.

## Production

### Contexte et notoriété du roman adapté

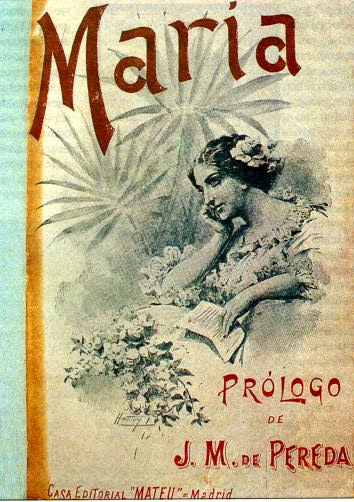
Couverture d'une édition du roman María incluant un prologue de José María de Pereda (1899).

Au début des années 1900, l'essor économique de la Colombie favorise le développement du cinéma, ce qui permet à beaucoup de films d'être importés et à plusieurs salles de cinéma d'être construites, comme le Gran Salón Olympia (es) de Bogota, inauguré le 8 décembre 1912. Les frères italiens Di Domenico s'installent à Bogota en 1909 avant de créer en 1913 la Société industrielle cinématographique latino-américaine (en espagnol : Sociedad Industrial Cinematográfica Latinoamericana ou SICLA),. Cette initiative est considérée par l'historien du cinéma colombien Luis Alfredo Álvarez comme étant « la première tentative organisée d'un cinéma national ». Les frères Di Domenico profitent de l'assassinat du général Rafael Uribe Uribe, le 15 octobre 1914, pour sortir, un an plus tard, le long métrage El drama del 15 de octubre, considéré comme le premier documentaire cinématographique réalisé en Colombie. Néanmoins, le scandale qui suit sa sortie et les gros titres des journaux, qui le qualifient de « film immoral », sont la marque d'un échec cinglant pour les frères Di Domenico et pour l'industrie cinématographique nationale naissante. En effet, la tentative avant-gardiste d'attirer le public avec un sujet d'actualité sensible a pour conséquence de stopper net le projet d'une production régulière de films les années suivantes. Il faut ainsi attendre sept ans pour qu'Alfredo del Diestro et Máximo Calvo Olmedo réalisent, en 1922, le premier long métrage de fiction colombien, María.
Pour le scénario, ils choisissent d'adapter le seul roman de Jorge Isaacs, María (publié en 1867), qui est devenu l'une des œuvres les plus notables du romantisme de la littérature espagnole. Considéré comme un des chefs-d'œuvre de la littérature hispano-américaine, María raconte plusieurs histoires d'amour impossibles, les personnages appartenant à des classes sociales ou des ethnies différentes, notamment celle entre Efraín et sa cousine María. Dès sa première édition, le livre est un succès littéraire, José Joaquín Ortiz déclarant dans le journal La Caridad, lecturas del hogar que les vers de ce volume « furent accueillis avec un rare enthousiasme ». Le succès de María est rapide, cette œuvre étant éditée en 1870 au Mexique, en 1874 en France, en 1882 en Espagne et en 1890 aux États-Unis.

### Origines du projet

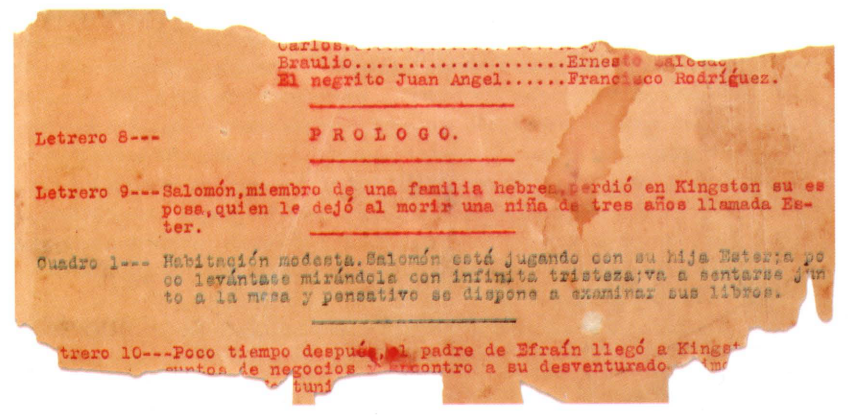
Fragment du scénario original de María.

Les explications diffèrent à propos de l'origine du projet.
Selon la plupart des sources, l'idée du film vient du prêtre franciscain Antonio José Posada, un Colombien résidant alors au Panama. Passionné de théâtre et de cinéma, il a vu plusieurs films de l'Espagnol Máximo Calvo Olmedo, dont Guerra entre Panamá y Costa Rica. En 1921, il propose à Calvo, alors au Panama, de réaliser un film d'après le roman María de Jorge Isaacs. Pour cela, il se rend à l'établissement de photographie du réalisateur et lui donne un exemplaire du roman, lui déclarant : « Lis ce livre merveilleux et étudie la possibilité d'en faire un film ». Malgré quelques réticences au début, Calvo est finalement enthousiasmé par sa lecture et décide d'en réaliser une adaptation. De retour en Colombie, il parle de ce projet à Alfredo del Diestro, alors de passage dans le Valle del Cauca. Ils décident de rechercher des financements et l'appui de membres solvables de la société vallecaucana. Grâce à l'aide financière de Federico López, un dentiste revenu de Jamaïque où il était ambassadeur de Colombie, et des membres de la famille Salcedo vivant à Buga qui se joignent à l'aventure, la société de production Valley Film est fondée. Posada envoie également de l'argent à Calvo pour l'achat de matériel, à savoir 12 000 pieds de négatifs, 10 000 de positifs et une peinture spéciale pour le visage et les mains des artistes.
D'autres sources proposent une autre hypothèse. En effet, selon deux sources de l'époque, l'idée reviendrait à Alfredo del Diestro qui, afin de la concrétiser, se serait rapproché de Francesco Di Domenico mais sans parvenir à un accord. Par ailleurs, le 22 janvier 1924, un rédacteur du journal Mundo al Día écrit dans l'article « Orígenes del Cine Nacional » qu'Alfredo del Diestro avait en tête l'idée de filmer la María de Jorge Isaacs et avait tenté d'obtenir le soutien de la société Di Doménico Hermanos & Compañía pour réaliser ce projet. Néanmoins, malgré des négociations, aucun arrangement n'aurait été trouvé entre les deux parties. Ensuite, Del Diestro aurait décidé de tourner le film dans l'hacienda El Paraíso lors d'un de ses passages à Cali. Pour obtenir les droits, il se serait ensuite rendu à Bogota auprès de la famille Isaacs, mais celle-ci aurait alors exigé 40 000 dollars pour les droits d'adaptation, ruinant temporairement l'espoir de voir aboutir le projet. Peu de temps après, selon Pedro Moreno Garzón, secrétaire général de la SICLA, le prêtre Antonio José Posada, alors à Cali, aurait eu la même idée que Del Diestro et l'aurait rencontré à Buga pour travailler d'un commun accord sur un projet d'adaptation cinématographique du roman d'Isaacs. Alfredo del Diestro, qui cherchait un directeur de la photographie, aurait tenté de s'attacher les services de Vicente Di Domenico, mais ce dernier, déjà occupé, lui aurait alors conseillé Máximo Calvo avec qui il s'alliera par la suite pour réaliser María.
D'autre part, une polémique existe sur la paternité du scénario du film. Selon les sources, il aurait été écrit soit par Alfredo del Diestro soit par Ricardo Nieto, un poète vallecaucano,. Cette dernière hypothèse est appuyée par le témoignage d'Esperancita Calvo dans le documentaire En busca de María (1985) de Luis Ospina et Jorge Nieto.

### Réalisation
Le rôle principal d'Efraín est attribué dans un premier temps à Hernando Domínguez mais cet acteur, ayant trop d'exigences, est finalement écarté au profit de Hernando Sinisterra, ce qui lui vaut d'être considéré plus tard comme étant le premier acteur de cinéma colombien. Le personnage de María est joué par Stella López Pomareda (1904-1987), une des filles du dentiste et ambassadeur Federico López Pomareda. Elle avait deux points communs avec le personnage : elle était juive et née en Jamaïque. Arrivée en Colombie à 17 ans, l'actrice ne parle alors pas l'espagnol mais cela ne lui porte pas préjudice puisqu'il s'agit d'un film muet. Sa sœur, Margarita López Pomareda, est également engagée pour interpréter Emma, la sœur d'Efraín.

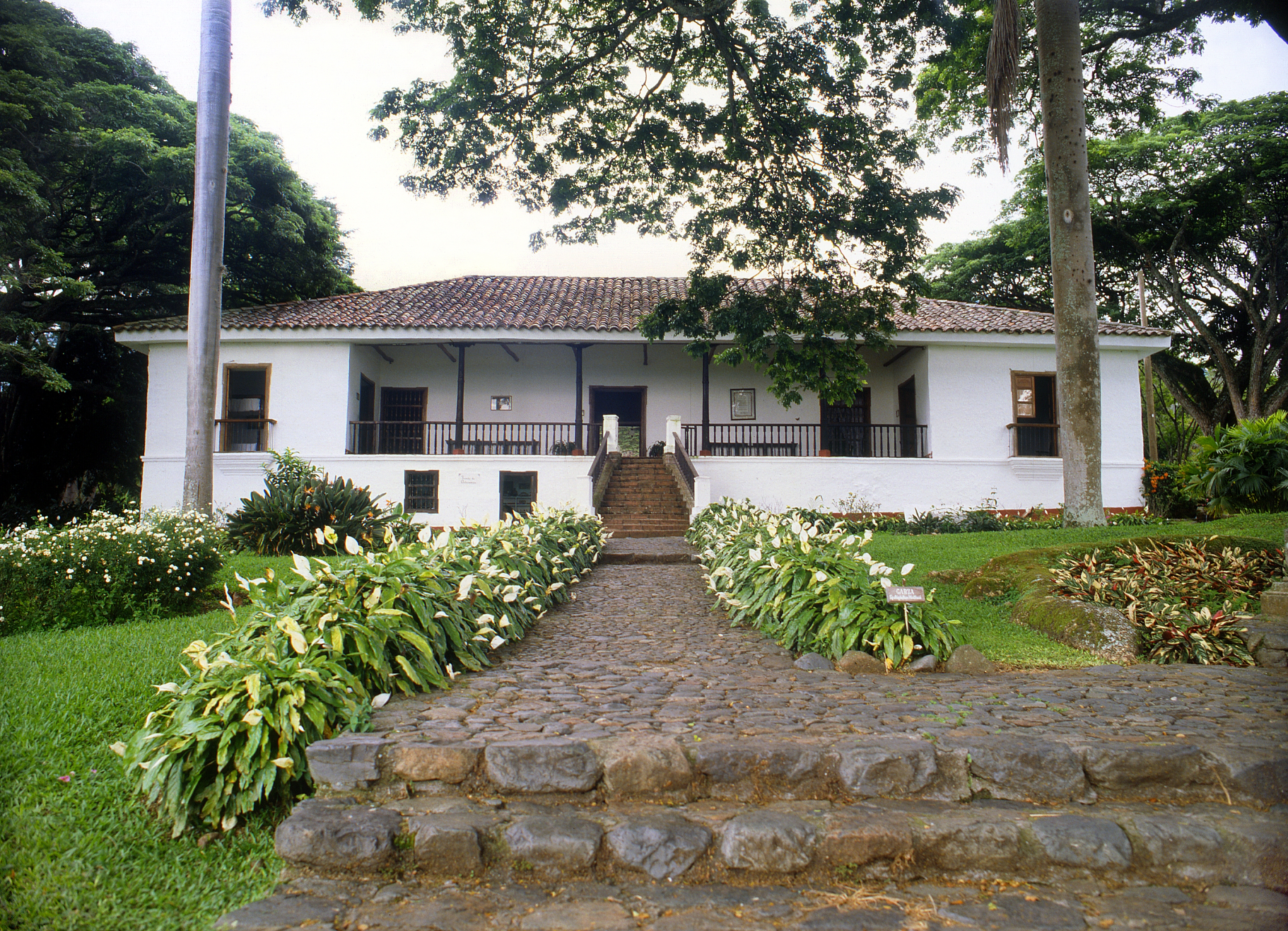
L'hacienda El Paraíso, l'un des lieux du tournage.

Le tournage débute en octobre 1921,, dans l'hacienda El Paraíso, lieu où se déroule la trame du roman de Jorge Isaacs, les scènes intérieures étant néanmoins tournées dans la municipalité de Buga. Certaines scènes sont tournées dans les mêmes lieux que ceux décrits dans le roman, comme celle montrant le passage à cheval du río Amaime par Efraín, situé à un kilomètre de l'hacienda.
Máximo Calvo utilise une caméra de la marque William and Son que Vincenzo Di Domenico lui a vendu à bon prix pour le remercier de lui avoir appris à développer des films. Durant la réalisation, il connaît quelques problèmes techniques, ne disposant pas des éléments nécessaires pour filmer selon sa pratique et à la hauteur de sa maîtrise de la photographie, qu'il parvient néanmoins à résoudre facilement. Calvo, qui n'a pas de collaborateurs techniques à ses côtés, développe les négatifs du film dans un laboratoire de fortune installé dans l'oratoire de l'hacienda El Paraíso, avant de confectionner les trois premières copies positives à Buga. Lors d'une interview en 1960 avec Hernando Salcedo Silva, Calvo déclare que le tournage de María lui a permis d'acquérir l'expérience nécessaire pour réaliser un film sans la collaboration d'une « liste interminable de techniciens ».

## Accueil

### Sortie du film

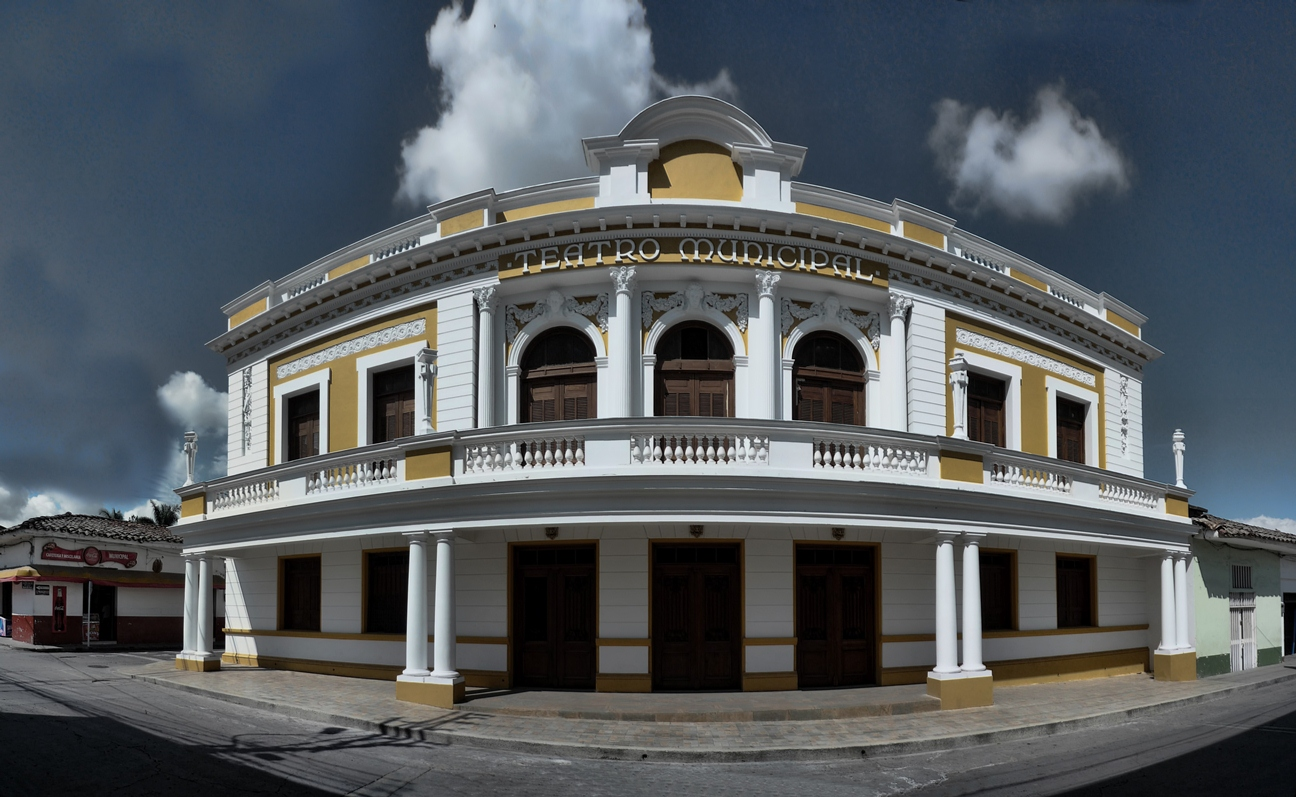
Le Teatro Municipal de Buga, l'un des deux lieux ayant accueilli les premières projections du film.

María est projeté pour la première fois le 20 octobre 1922 lors de séances privées au Teatro Municipal de Buga et au Teatro Salón Moderno de Cali,. Dans cette dernière ville, capitale du département du Valle del Cauca, le public est essentiellement composé de représentants de la presse, d'« invités spéciaux » et des acteurs du film. À la suite de ces projections, il est recommandé aux réalisateurs d'apporter des corrections et de supprimer des passages. Le long métrage est présenté officiellement au Teatro Salón Moderno de Cali, le 18 novembre 1922 ou en décembre 1922 selon les sources. Plusieurs représentations ont lieu à Cali et dans le Valle del Cauca jusqu'au 7 décembre de la même année. À partir de cette date, la presse informe que la pellicule sera présentée dans tous les départements colombiens et dans d'autres pays d'Amérique du Sud.
Máximo Calvo charge des agents de distribuer le long métrage dans toute la Colombie et les pays hispanophones. Gilberto Garrido, un poète vallecaucano, est nommé responsable de la publicité du film. Par la suite, María est donc présenté dans différentes grandes villes colombiennes dont Manizales, début février 1923, où le film est bien accueilli. Le film sort en salles à Bogota le 13 juillet 1923, au Salón Olympia, et le lendemain au théâtre Caldas de Chapinero. Cette année-là, la dernière projection dans la capitale a lieu à l'Olympia le 2 août. Toujours en 1923, le public peut aller voir le long métrage, entre autres, à Medellín le 4 novembre, au Salón Variedades de Carthagène des Indes le 25 novembre ou encore au Teatro Cisneros de Barranquilla le 15 décembre.
Le long métrage réalisé par Calvo et Del Diestro est encore projeté plusieurs années après sa sortie. Par exemple, il est de nouveau présenté au Salón Olympia de Bogota les 10 et 25 septembre 1926 ainsi que le 26 octobre de la même année. Le 9 juin 1928, le film revient même sur ses terres d'origine avec une nouvelle version faite aux États-Unis qui inclut des sous-titres en espagnol et en anglais. Le lendemain, un correspondant de Buga pour le journal El Tiempo note que l'enthousiasme pour María ne faiblit pas.
Dans leur ouvrage Historia del cine colombiano, Martínez Pardo et Jorge Nieto déclarent que « le succès à travers tout le pays et les pays hispanophones était si grand que le négatif a été envoyé aux États-Unis pour faire de nouvelles copies de meilleure qualité ». Celles-ci sont réalisées par l'entreprise américaine Eastman Kodak à Rochester avant d'être distribuées dès 1923 en Colombie et dans les pays voisins durant quelques années. Selon un article paru dans l'édition du 24 mai 1923 du journal colombien El Tiempo, Eastman Kodak aurait retourné aux propriétaires du film des copies en couleur. Or, il est souvent considéré que le ton « noir et blanc » est un attribut consubstantiel du cinéma muet, bien qu'il existe plusieurs techniques pouvant donner l'illusion de la couleur, les fragments conservés n'étant qu'en noir et blanc. Cependant, on ignore quelles couleurs auraient été utilisées lors de l'impression des copies de María à Rochester. Valley Film reçoit les nouvelles versions dès juin 1923 et, le 18 juin, les projette à Cali dans une salle privée. Il en ressort que le film présente « une meilleure netteté et clarté au niveau des paysages ».

### Accueil et retombées
Selon un article de presse, les actions du film augmentent de 300 % avant son avant-première le 20 octobre 1922. L'attente du public est grande lors de la présentation officielle de María au Teatro Salón Moderno de Cali,. Si le long métrage de Calvo et Del Diestro est attendu avec impatience par le public, cela n'est pas le cas d'une partie de la presse qui exprime son scepticisme avant de l'avoir visionné. C'est, par exemple, le cas de Juan de Luna de la revue Cromos qui doute de la qualité de la prestation d'une partie des acteurs, alors novices dans le monde du cinéma. Finalement, le film est bien accueilli, la presse soulignant les larmes et les nombreux applaudissements lors des premières présentations.

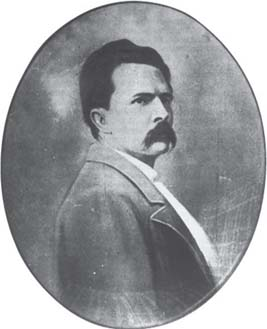
Jorge Isaacs, auteur du roman adapté, dont on sait qu'un portrait figurait au début du film.

Il est alors considéré comme un devoir patriotique d'assister à l'une des projections de María, le film commençant d'ailleurs avec une représentation du drapeau national sur lequel figure le portrait de Jorge Isaacs. Plusieurs critiques sont positives. Ainsi, le film reçoit des éloges à propos de son respect fidèle de l'œuvre littéraire « dans ses détails plus infimes » tandis que d'autres commentaires soulignent que « le film provoque davantage de larmes que le roman ». La qualité technique du long métrage et la « splendeur » des paysages filmés dans le Valle del Cauca sont également soulignées. Certains avis considèrent ainsi que « Calvo a réalisé des miracles ». Mais, le film n'est pas exempt de défauts. Ainsi, selon certaines critiques, certains acteurs « se contentent d'attitudes bouleversées » tandis que des anachronismes sont relevés au niveau des tenues vestimentaires et de l'ameublement. De plus, dans le journal El Gráfico de Bogota, Eduardo Castillo fustige le long métrage pour son romantisme désuet visant « les naïfs et les sensibles ».
María est le seul film colombien de l'époque à être projeté dans les salles nationales durant plusieurs années, de sa sortie en 1922 jusqu'au moins en 1928. Si le long métrage est un succès au niveau national, il aurait été « un désastre » à l'étranger selon Berta Lorente, la fille du directeur de la société de production Valley Film. Cet avis est partagé par Manolo Narváez, le gendre de Máximo Calvo, qui déclare que ce dernier n'a pas gagné d'argent avec les projections réalisées dans les autres pays du Sud.
María permet à Máximo Calvo, qui est propriétaire d'un quart des actions de la Valley Film, d'empocher 40 000 dollars. Alfredo del Diestro ne perçoit que 8 000 pesos car, selon Calvo, il n'aurait pas versé les 25 % du capital de Valley Film comme il était censé le faire. Ce long métrage, de par l'accueil positif du public et son succès commercial, permet de donner une impulsion à la production cinématographique colombienne, d'autres producteurs étant par la suite à l'origine d'une vingtaine de films pendant l'époque du cinéma muet. Après le succès de María, les frères Di Domenico et la SICLA décident également d'adapter un roman sur grand écran : Aura o las violetas de José María Vargas Vila.

### Polémique sur les droits d'auteur
La société de production Valley Film fait enregistrer la pellicule devant le ministère de l'Instruction publique (Ministerio de Instrucción Pública) en ignorant les droits d'auteur du roman, dont ont hérité les enfants de Jorge Isaacs. Quatre jours après la première du film, David, l'aîné des enfants, envoie un courrier au directeur du journal El Tiempo, Eduardo Santos. Il y écrit notamment que le film a été réalisé sans le consentement de sa famille, ajoutant que « la production du film a achevé l'œuvre, cherchant à contourner [leurs] droits ».
Ce long métrage entraîne ainsi la première polémique sur les droits d'auteur dans le monde cinématographique colombien, lorsque la famille Isaacs intente un procès contre Valley Film. Le ministère de l'Instruction publique, dans une résolution du 30 novembre 1923, annule du registre de propriété intellectuelle l'inscription de Valley Film sur María. Il reconnaît ainsi que l'exploitation de l'œuvre María par le biais du film homonyme viole le droit d'auteur. Le conflit opposant les deux parties prend fin le 7 novembre 1924 grâce à la signature d'une écriture publique de la Notaría Tercera de Bogota. La société de production cinématographique reconnaît que les droits reviennent aux enfants de l'écrivain, Julia, María, David et Clementina Isaacs González. Cette dernière, lors d'une interview en 1950, déclare avoir perçu une redevance de cinq mille pesos à l'époque du procès.
À cause de cette polémique sur les droits d'auteur, le film est interdit de projection par les autorités locales dans plusieurs villes colombiennes. C'est par exemple le cas à Medellín en juillet 1923, même s'il y est finalement projeté le 4 novembre 1923 devant une grande foule de spectateurs alors que le procès avec la famille Isaacs n'est pas terminé. De même, à Barranquilla, la séance du 25 juillet 1924 est annulée. Toutefois, cette affaire juridique, remportée par la famille Isaacs, sert de publicité additionnelle au film, qui bat des records d'affluence, malgré une hausse des prix des tickets d'entrée. Les actions de la Valley Film voient alors leur valeur augmenter. Par ailleurs, de nouveaux partenaires décident de rejoindre la compagnie cinématographique, augmentant ainsi son capital.

## Conservation
Il ne reste plus aucune copie de María. Calvo a conservé quelques photographies dans un album et la Fondation du patrimoine filmique colombien (Fundación Patrimonio Fílmico Colombiano) possède encore un fragment de vingt-cinq secondes de ce film qui durait environ trois heures. En 2015, selon l'historien Yamid Galindo, il existe officiellement en Colombie trois collections de photos sur ce long métrage. La dernière en date connue, composée de trente photographies, est celle obtenue par le musée du cinéma de Cali, Caliwood (es), à la suite d'un don, en 2015, de la part de Carmen Suárez de Lamprea, une amie proche de la famille du fondateur de ce musée, Hugo Suárez Fíat. Une autre collection est en possession du musée d'art de la Banque de la République tandis que la troisième fait partie d'une collection privée à Medellín.
Par ailleurs, en 1985, Luis Ospina et Jorge Nieto tentent de retracer l'histoire du tournage de María dans un court métrage documentaire intitulé En busca de María,. Dans ce film, Ospina est la voix d'Alfredo del Diestro tandis que Carlos Mayolo interprète Maximo Calvo, lors des scènes reconstituées relatant la réalisation de María.

Photos de quelques scènes du film
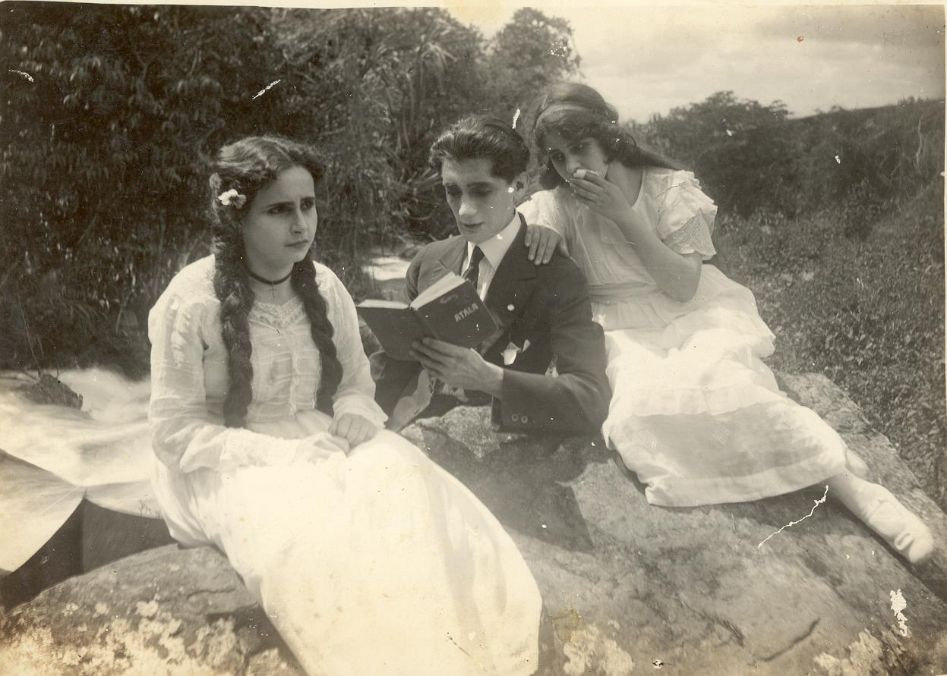
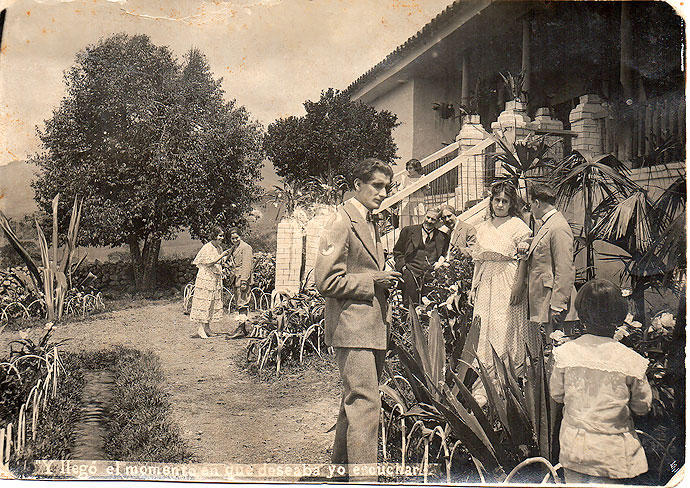
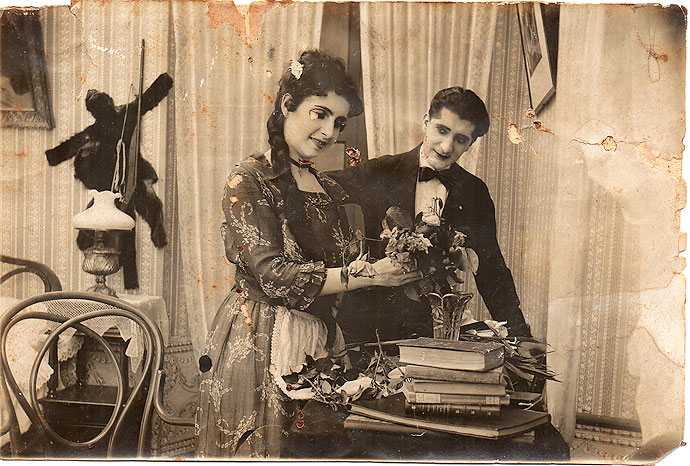
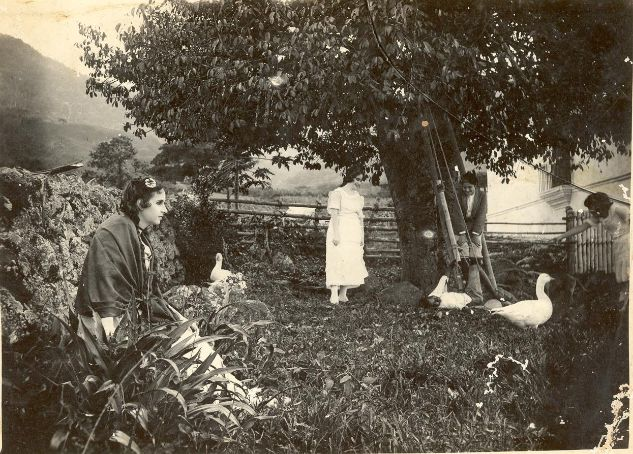
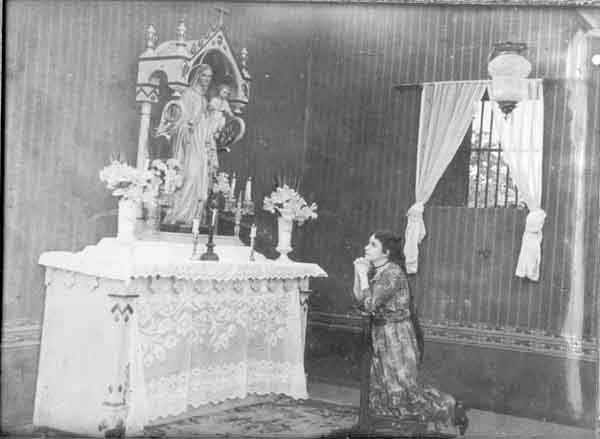
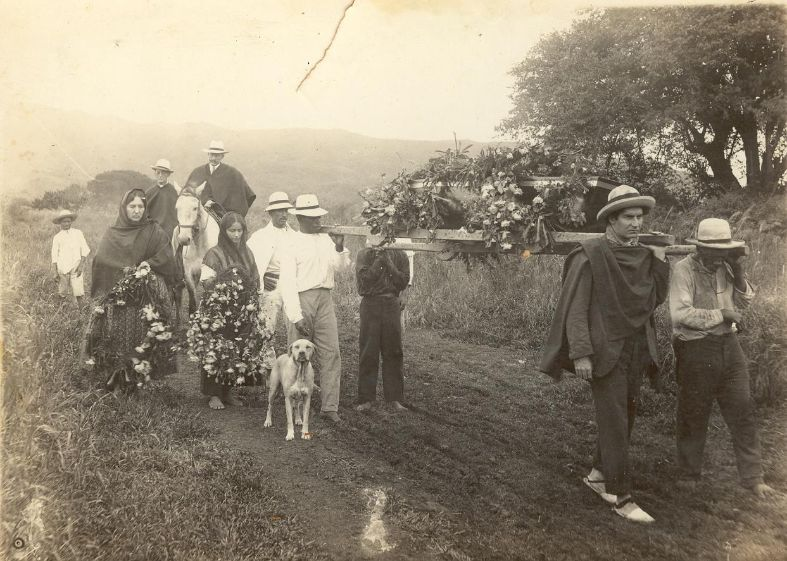
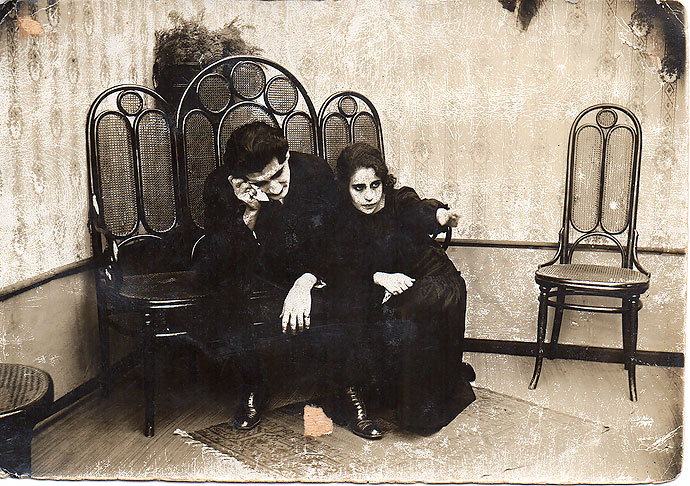